# David A. Leigh

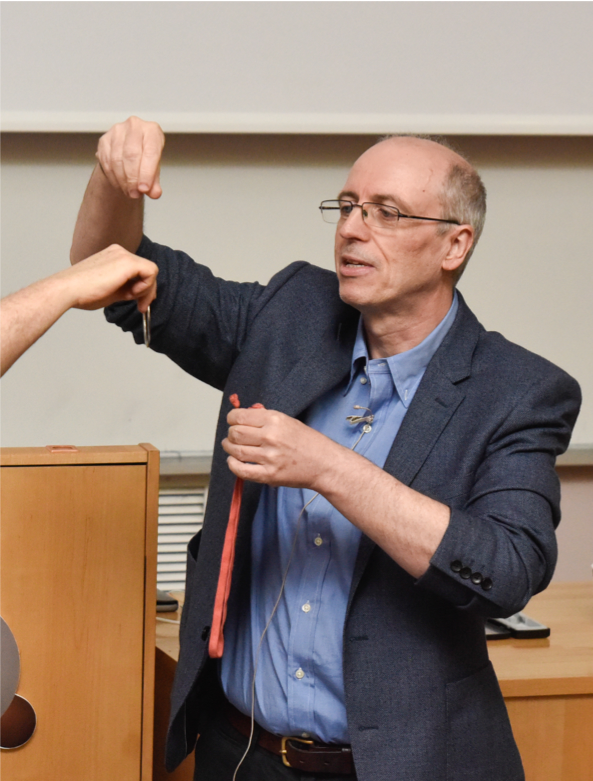
David A. Leigh, 2019

David Alan Leigh (* 31. Mai 1963) ist ein britischer Chemiker und Pionier der Nanowissenschaften.

## Leben
Leigh erwarb 1984 einen Bachelor und 1987 bei Fraser Stoddart an der University of Sheffield einen Ph.D. in Chemie. Als Postdoktorand arbeitete er am National Research Council of Canada in Ottawa. 1989 wurde er Dozent für Organische Chemie an der University of Manchester. 1998 erhielt er den Lehrstuhl für Synthetische Chemie an der University of Warwick, bevor er 2001 als Professor für Organische Chemie an die University of Edinburgh berufen wurde. Seit 2012 ist er Professor für Organische Chemie an der University of Manchester.
Leigh hat eine Tochter.

## Wirken
Leighs Arbeitsgruppe befasst sich mit dem Design und der Synthese von Strukturen auf molekularer Ebene, darunter Catenane, Rotaxane und molekulare Knoten, sowie mit sehr starken Wasserstoffbrückenbindungen, mit denen sich die Funktion und Eigenschaften synthetischer molekularer Maschinen beeinflussen lassen – darunter Brownsche Motoren, Nanomotoren, die mit Brownscher Bewegung angetrieben werden.

## Auszeichnungen (Auswahl)
- 2004 Gewähltes Mitglied der Royal Society of Chemistry
- 2005 Gewähltes Mitglied der Royal Society of Edinburgh
- 2007 Feynman Prize in Nanotechnology[2]
- 2007 Descartes-Preis der Europäischen Kommission[3]
- 2009 Mitglied der Royal Society[4]
- 2013 Bakerian Lecture der Royal Society[5]
- 2015 Mitglied der Academia Europaea
- 2017 Perkin Prize for Organic Chemistry
- 2024 Mitglied der American Academy of Arts and Sciences
- 2024 August-Wilhelm-von-Hofmann-Denkmünze[6]